# 漢迪 (印地安納州本頓縣)
漢迪（英語：Handy）是位於美國印地安納州本頓縣的一個非建制地區。該地的面積和人口皆未知。

## 地理
漢迪的座標為40°30′03″N 87°28′17″W / 40.50083°N 87.47139°W，而該地的平均海拔高度為227米（即745英尺）。